# Nicolai Abildgaard
Nicolai Abraham Abildgaard (n. Copenhaga 1743 - d. 1809 Frederiksdal) a fost un pictor și arhitect danez. După o formație academică dobândită în țară, pleacă pentru cinci ani în Italia, devenind un adept fervent al artei clasiciste. În 1778 este numit profesor, apoi director (1789) al Academiei Regale de Artă din Copenhaga, precum și pictor aulic pentru compoziții istorice. Pictura sa - în care se îmbină trăsături clasiciste cu tendințe romantice - tratează îndeosebi motive istorice și literare, mituri nordice („Ossian“), operele lui Shakespeare ș.a. Precursor al artei naționale cu specific autohton, el a fost și dascălul, pentru pictură, al viitorului sculptor și pictor Bertel Thorvaldsen, primul artist danez de faimă internațională. Lucrări importante: Filoctet, Ossian (Copenhaga), fresce pentru castelul Christiansborg (distruse de un incendiu).
1. 1 2  „Nicolai Abildgaard”, Gemeinsame Normdatei, accesat în 17 octombrie 2015
2. 1 2  Nicolai Abildgaard (în engleză), Kunstindeks Danmark
3. ↑  Gade- og vejnavne i Fredericia Kommune - og historien bag dem[*], p. 80 Verificați valoarea |titlelink= (ajutor)
4. 1 2 3  IeL / Abildgard, Nikolai Abragam[*] Verificați valoarea |titlelink= (ajutor)
5. ↑  „Nicolai Abildgaard”, Gemeinsame Normdatei, accesat în 13 decembrie 2014
6. 1 2  IeSBE / Abildgaard, Sioren[*] Verificați valoarea |titlelink= (ajutor)
7. ↑  Nicolai Abraham Abildgaard (în engleză), RKDartists
8. ↑  KulturNav, 12 februarie 2016, accesat în 27 februarie 2016
9. 1 2  RKDartists, accesat în 2 martie 2018
10. 1 2 3 4  Czech National Authority Database, accesat în 8 ianuarie 2023